# David Joyner
David Eugene Joyner (4 de julho de 1963) é um ator estadunidense. Ele é mais conhecido por retratar fisicamente Barney (com Bob West dublando o personagem) de 1991 até o final de 2001 no programa infantil de televisão Barney e Seus Amigos e seu predecessor Barney and the Backyard Gang durante os dois últimos vídeos e Hip Hop Harry.

## Primeiros anos
Joyner é filho de Roscoe e Mary Joyner. Ele estudou na MacArthur High School e formou-se em engenharia eletrônica no ITT Technical Institute, em Indiana. Ele trabalhou como analista de sistemas para a Texas Instruments por seis anos.

## Barney e Seus Amigos
Joyner originalmente fez o teste para o papel em 1990, substituindo o ator original de Barney, David Voss. Joyner foi originalmente escalado como executante de back-up, mas assumiu o papel depois que a atriz escolhida originalmente teve dificuldade em permanecer no traje por longos períodos de tempo.
Joyner foi originalmente escalado para interpretar Barney em dois vídeos caseiros de Barney & The Backyard Gang, mas continuou a apresentar Barney na série de TV Barney e Seus Amigos durante as primeiras seis temporadas, assim como em performances ao vivo. Depois do episódio da quarta temporada "Let's Eat", ele saiu para filmar Barney's Great Adventure e foi substituído por Josh Martin e Maurice Scott pelo resto da temporada. Joyner retornou para interpretar Barney em Barney in Outer Space em 1998.[carece de fontes?]

## Filmografia

### Filmes
- Barney's Magical Musical Adventure (1993) - Barney
- Barney in Outer Space (1998) - Barney
- Barney's Great Adventure (1998) - Barney
- I'll Be there with You (2006) - Sheriff
- All Lies on Me (2007) - Tin Man
- The Adventures of Umbweki (2009) - Village Leaper
- Kontrolled (2010) - Mr. Peterson

### Televisão
- Barney and the Backyard Gang (1991) - Barney
- Barney e Seus Amigos (1992–2001) - Barney
- General Hospital (2001) - Garland
- The Wayne Brady Show (2002) - Barney
- What Should You Do? (2003) - Steven Johnson
- Plantão Médico (2004–2006) - Dialysis Tech
- As Visões da Raven (2004) - The Teddy Bear
- Crossing Jordan (2004) - CSU Tech
- The Inside (2005) - Good Samaritan
- Dr. House (2005) - Cardiac Surgeon #2
- That '70s Show (2005) - Jazz Musician
- 24 Horas (2006) - Agent Jones
- Hip Hop Harry (2006–2008) - Hip Hop Harry, Chef Rob
- Identity (2007) - Ele mesmo
- American's Next Producer (2007) - Shelby
- The Young and the Restless (2008) - Keith Joyner
- Divisão Criminal (2009) - Uni #1
- Scooby-Doo e a Maldição do Monstro do Lago (2010) - Sinister Clown
- My Choice (2012) - God
- Southland - A Cidade do Crime (2013) - Detective Flynn
- Wendell & Vinnie (2013) - Ernesto
- Não Confie na P--- do Apartamento 23 (2013) - Business Man #2
- Switched at Birth (2013) - Gavin
- Uma Escolha de Coração (2014) - Supervisor Greene
- According to Him + Her (2014) - Reenactment
- Nicky, Ricky, Dicky & Dawn (2015) - Police Officer
- Cry Wolfe (2015) - Carl
- Murder in the First (2015) - Reporter #2
- Shameless (2016) - Tod
- Angel from Hell (2016) - Security Clerk
- Veep (2016) - Congress Clerk
- Animal Kingdom (2018) - Nelson 'Pilot'
- Just Add Magic (2018) - Victor

### Teatro
- Barney Live in New York City (1994) - Barney